# Warendorf
Warendorf er en by i Tyskland i delstaten Nordrhein-Westfalen med cirka 40.000 indbyggere. Den ligger i kreisen Warendorf, cirka 30 km øst for Münster.